# Kolarbyns IBS
Kolarbyns IBS är ett innebandylag från Fagersta. De vann Svenska Cupen (Folksam Cup) 1982/1983 efter finalseger mot Hagsätra IBK och 1984/1985 efter finalseger med 2-1 mot Väsby IBK. Efter full tid övergick matchen i straffar. Där Jan Erik "Chiefen" Bergkvist satte 2-1 målet, och avgjorde matchen. Brukspojken Jan Modin bidrog även till vinsten.